# Джеймс, Кимбер
Кимбер Джеймс (англ. Kimber James, род. 2 апреля 1988 года) — американская трансгендерная порноактриса черокско-итальянско-кубинского происхождения. Обладательница премии AVN Award 2010 года в категории «Транссексуальный исполнитель года». В 2012 году перенесла операцию по смене пола и в 2013 году вернулась в порноиндустрию, основав собственную студию Kimber James Productions.

## Карьера

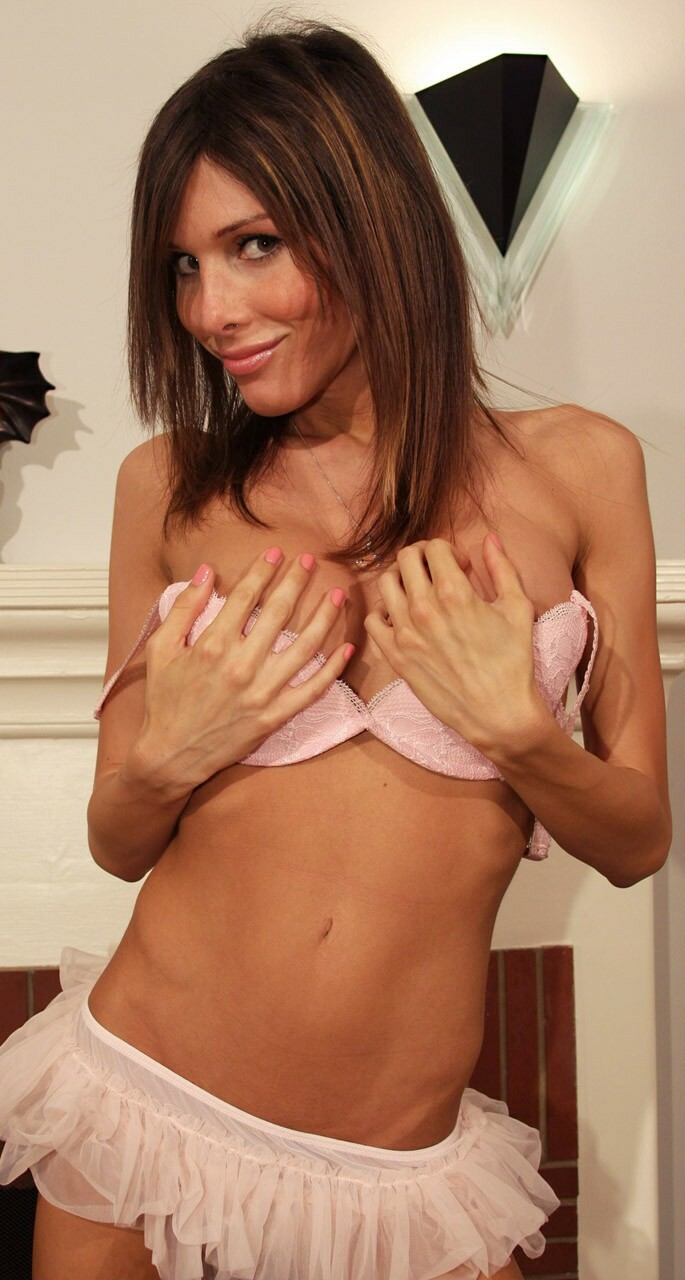

Джеймс начала свою карьеру в порноиндустрии как ассистент трансгендерной исполнительницы Джии Дарлинг, а в 2007 году снялась в дебютном фильме Transsexual Babysitters 4. В 2009 году Джеймс стала первой трансгендерной исполнительницей, подписавшей контракт с агентством LA Direct Models. В июне 2009 года она впервые снялась в фильме с цисгендерной порноактрисой, которой стала Анджелина Валентайн. В мае 2010 года Джеймс снялась для журнала Maxim.
После хирургической коррекции пола Джеймс взяла небольшую паузу для реабилитации и проведения медицинских процедур и в 2013 году вернулась в порноиндустрию уже как владелец собственной студии — Kimber James Productions. Первый релиз студии Kimber James' Busty Adventures: Amsterdam вышел 30 июля 2013 года.
В июле 2014 года Джеймс появилась в сериале телеканала E! Botched, в котором снялись также доктора Терри Дубров и Пол Нэссиф, которые вносят корректировки после неудачных пластических операций и спасают жизнь пациентам.

## Личная жизнь
Джеймс родилась с синдромом Клайнфельтера и начала коррекцию пола в 12-летнем возрасте. Её небольшой рост и изящная фигура сделали её популярной среди поклонников. До 2012 года она хирургически не меняла свой пол, однако проходила гормональную терапию и сделала несколько феминизирующих операций. Она сделала пластическую операцию на лице, вставила грудные имплантаты, но оставила мужские половые органы. В 2012 году Джеймс сделала операцию по смене пола.

## Награды и номинации
- 2010 AVN Award — Транссексуальный исполнитель года[12]
- 2011 номинация на AVN Award — Транссексуальный исполнитель года[13]
- 2014 номинация на AVN Award — Лучший веб-сайт[8]